# Francisco Núñez Olivera
Francisco Núñez Olivera (ur. 13 grudnia 1904 w Bienvenidzie, zm. 29 stycznia 2018) – hiszpański superstulatek, po śmierci Jisra’ela Kristala był najstarszym żyjącym mężczyzną na świecie.

## Życiorys
Urodził się w Bienvenida, w prowincji Badajoz, w Estremadurze, w Hiszpanii. W momencie wybuchu I wojny światowej miał dziesięć lat. W latach 20. XX wieku brał udział w wojnie w Republice Rifu, zaś w latach 30. XX wieku w hiszpańskiej wojnie domowej. Przez większość życia pracował fizycznie na roli. W wieku 90 lat przeszedł operację usunięcia nerki, zaś w wieku 98 lat operację zaćmy. W wieku 110 lat był najstarszym mężczyzną w Hiszpanii. Po śmierci Jisra’ela Kristala w dniu 11 sierpnia 2017 został najstarszym żyjącym mężczyzną na świecie, którego wiek udowodniono. Po jego śmierci to miano przejął Japończyk Masazo Nonaka.